# Hollies (álbum de 1974)
Hollies, también conocido como Hollies 1974, es el decimocuarto álbum de estudio de The Hollies. Fue publicado en abril de 1974 por el sello discográfico Epic Records. 

## Grabación y contenido
Hollies se grabó entre agosto y diciembre de 1973 en los estudios Abbey Road, en Londres, Inglaterra Ron Richards se desempeñó como productor, mientras que el ingeniero de audio fue Alan Parsons. Hollies también marca el regreso al grupo del vocalista Allan Clarke, ausente durante casi dos años. The Hollies utilizaron algunas canciones grabadas para su LP anterior Out on the Road como base para el álbum. Hollies también incluyó el éxito número uno en Países Bajos, «The Day That Curly Billy Shot Down Crazy Sam McGee». «Love Makes the World Go Round» y «Falling Calling», ambas escritas por Clarke y Terry Sylvester, eran melodías más antiguas del musical abandonado Oh Flux! Los músicos de sesión incluían a Duffy Power en la armónica, y a Jim Jewell en el saxofón tenor y soprano.

## Relanzamiento
En 1999, Magic Records reeditó y remasterizó Hollies en alta definición (HDCD). Hollies 1974 contenía 10 bonus tracks, incluyendo las caras B de los sencillos «The Day That Curly Billy Shot Down Crazy Sam McGee» y «The Air That I Breathe», el sencillo «Son of a Rotten Gambler» y su cara B «Layin' to the Music», las diferentes versiones de «Out on the Road» y «Transatlantic Westbound Jet» grabadas en 1973 con Mikael Rickfors y publicadas en Out on the Road, y 4 canciones inéditas.

## Lista de canciones
Todas las voces principales por Allan Clarke, excepto donde esta anotado.
| Lado uno |                             |                               |          |  |
| N.º      | Título                      | Escritor(es)                  | Duración |  |
| 1.       | «Falling Calling»           | Allan Clarke Terry Sylvester  | 3:11     |  |
| 2.       | «It's a Shame, It's a Game» | Tony Hicks C. Horton Jennings | 3:41     |  |
| 3.       | «Don't Let Me Down»         | Clarke                        | 4:20     |  |
| 4.       | «Out on the Road»           | Hicks Kenny Lynch             | 2:54     |  |
| 5.       | «The Air That I Breathe»    | Albert Hammond Mike Hazlewood | 4:11     |  |

| Lado dos |                                                      |                         |                     |          |  |
| N.º      | Título                                               | Escritor(es)            | Vocalista principal | Duración |  |
| 1.       | «Rubber Lucy»                                        | Clarke                  |                     | 4:06     |  |
| 2.       | «Transatlantic Westbound Jet»                        | Bobby Elliott Sylvester |                     | 3:12     |  |
| 3.       | «Pick Up the Pieces Again»                           | Sylvester               | Terry Sylvester     | 3:58     |  |
| 4.       | «Down on the Run»                                    | Hicks Jennings          |                     | 3:49     |  |
| 5.       | «Love Makes the World Go Round»                      | Clarke Sylvester        |                     | 3:43     |  |
| 6.       | «The Day That Curly Billy Shot Down Crazy Sam McGee» | Clarke                  |                     | 4:25     |  |

- Los lados uno y dos fueron combinados como pista 1–11 en la reedición de CD.

| Bonus tracks (1999 Magic Records reissue) |                                                                               |                                                |                     |          |  |
| N.º                                       | Título                                                                        | Escritor(es)                                   | Vocalista principal | Duración |  |
| 12.                                       | «Born a Man» (B-side to «The Day That Curly Billy Shot Down Crazy Sam McGee») | Hicks Lynch                                    | Tony Hicks          | 2:59     |  |
| 13.                                       | «No More Riders» (B-side to «The Air That I Breathe»)                         | Sylvester David Gordon                         | Terry Sylvester     | 2:57     |  |
| 14.                                       | «Son of a Rotten Gambler» (Non-album single)                                  | Chip Taylor                                    |                     | 4:03     |  |
| 15.                                       | «Layin' to the Music» (B-side to «Son of a Rotten Gambler»)                   | Clarke                                         |                     | 2:30     |  |
| 16.                                       | «Out on the Road» (1st version)                                               | Hicks Lynch                                    | Mikael Rickfors     | 2:58     |  |
| 17.                                       | «Mr. Heartbreaker» (previously unreleased)                                    | Sylvester                                      | Terry Sylvester     | 3:32     |  |
| 18.                                       | «Slow Down – Go Down» (previously unreleased)                                 | Hicks Lynch                                    | Mikael Rickfors     | 3:55     |  |
| 19.                                       | «Transatlantic Westbound Jet» (1st version)                                   | Elliot Sylvester                               | Mikael Rickfors     | 4:47     |  |
| 20.                                       | «Mexico Gold» (previously unreleased)                                         | Michael Alexander Colin Campbell Trevor Oerton |                     | 3:57     |  |
| 21.                                       | «Tip of the Iceberg» (previously unreleased)                                  | Hicks Lynch                                    |                     | 4:10     |  |

## Créditos y personal
Créditos adaptados desde las notas de álbum de Hollies.
The Hollies
- Allan Clarke – voz principal en todas las pistas excepto «Pick Up the Pieces Again»
- Tony Hicks – guitarra líder, armonía
- Terry Sylvester – guitarra rítmica, armonía, voz principal en «Pick Up the Pieces Again»
- Bobby Elliott – batería, percusión
- Bernie Calvert – bajo eléctrico, teclados

Músicos adicionales
- Duffy Power – armónica en «Down on the Run»
- Jim Jewell – saxofón tenor en «It's a Shame, It's a Game», saxofón soprano en «Transatlantic Westbound Jet»
- Christopher Gunning – arreglos orquestales en «Don't Let Me Down», «The Air That I Breathe» y «Love Makes The World Go Round»

Personal técnico
- Ron Richards – productor
- The Hollies – productor
- Alan Parsons – ingeniero de audio
- Mike Jarrat – ingeniero de audio
- Hipgnosis – fotografía, diseño
- Vincent McEvoy – director artístico